# Huchiun
Huchiun (Jutchiun; ili Cuchiyun, Milliken 1979) /=ljudi/, jedno od plemena Costanoan Indijanaca koji su nekada živjeli između Richmonda na sjeveru i Oaklanda na jugu, uključujući i Claremont Canyon. Najpoznatiji lokalitet na kojem su tisućama godina provodili mnogo vremena nalazio se u bizini Albany Hilla u Kaliforniji. Od Španjolaca ovaj brijeg nazivan je Serrito de San Antonio, ili “Little Hill of Saint Anthony”.
Huchiuni su bili lovci, ribari i sakupljači žira i divljeg kestena (Aesculus), od čega su nakon naročitog postupka oduzimanja gorčine namakanjem i sušenjem, pekli pogačice koja su bili osnovna hrana kalifornijskih plemena. Pokršteni su na misiji Dolores.

## Vanjske poveznice
- The Huchiun Band of the Ohlone at Garrity Creek